# Dunnell (Minnesota)
Dunnell es una ciudad ubicada en el condado de Martin en el estado estadounidense de Minnesota. En el Censo de 2010 tenía una población de 167 habitantes y una densidad poblacional de 171,94 personas por km².

## Geografía
Dunnell se encuentra ubicada en las coordenadas 43°33′39″N 94°46′29″O / 43.56083, -94.77472. Según la Oficina del Censo de los Estados Unidos, Dunnell tiene una superficie total de 0.97 km², de la cual 0.97 km² corresponden a tierra firme y (0%) 0 km² es agua.

## Demografía
Según el censo de 2010, había 167 personas residiendo en Dunnell. La densidad de población era de 171,94 hab./km². De los 167 habitantes, Dunnell estaba compuesto por el 98.2% blancos, el 0% eran afroamericanos, el 1.8% eran amerindios, el 0% eran asiáticos, el 0% eran isleños del Pacífico, el 0% eran de otras razas y el 0% pertenecían a dos o más razas. Del total de la población el 1.8% eran hispanos o latinos de cualquier raza.